# سوستان سفلي
سوستان سفلي هي قرية في مقاطعة سردشت، إيران. يقدر عدد سكانها بـ 114 نسمة بحسب إحصاء 2016.